# Чакыр, Дениз
Дени́з Чакы́р (тур. Deniz Çakır; род. 31 декабря 1981, Анкара) — турецкая актриса театра и кино, фотомодель. Мировую известность ей принесла роль Шах-султан в культовом телесериале «Великолепный век».

## Биография
Дениз Чакыр родилась в Анкаре, Турция. Училась в государственной консерватории Хаджеттепе на факультете актёрского мастерства. После обучения работала в театре и кино, а также снималась в рекламе.
Экранный дебют актрисы состоялся в телесериале «Желание женщины», где также играл её преподаватель актёрского мастерства, известный актёр Джихан Унал.
С 2006 по 2009 год Дениз снималась в популярном сериале «Листопад», который принёс ей известность на родине. В 2010 году за роль в этом сериале она получила премию турецкого телевидения имени Исмаила Джема в номинации «Лучшая актриса второго плана».
Мировую известность актрисе принесла роль Шах-султан в остросюжетном историческом сериале «Великолепный век». Чакыр сыграла хладнокровную сестру султана Сулеймана Великолепного, которая плела интриги против его жены Хюррем.
Актриса также известна своими театральными работами, в частности ролью в спектакле «Любовная лирика» по мотивам произведений Шекспира. За роли в спектаклях Cam и Aşk Sözleri, она была номинирована на престижные премии имени Садри Алышика и премию Афифе.
В течение нескольких лет Дениз выступала в качестве фотомодели в сотрудничестве с фотографом Сердаром Гюзелем, кульминацией которого стала их совместная фотовыставка. В 2009 году она была приглашена в программу Окана Баюлгена «Рядовой гражданин». По мнению журнала Forbes Дениз Чакыр — одна из самых красивых и сексуальных женщин Турции, а от зрителей она получила титул «лучшая плохая девчонка».
В 2015 году Чакыр получила главную роль в криминальном сериале «Мафия не может править миром». Он был очень популярен у зрителей, а также получил высокие оценки от критиков. В третьем сезоне к актёрскому составу в роли русской шпионки присоединилась актриса Мерьем Узерли, с которой Дениз ранее снималась в сериале «Великолепный век».

## Личная жизнь
С 2010 по 2013 год Дениз была в отношениях с турецким актёром Ибрагимом Челикколом, они расстались из-за измен актёра.
В 2015 году встречалась с актёром Октаем Кайнарджа, с которым познакомилась на съёмках сериала «Мафия не может править миром».
В 2023 году после двух лет отношений Дениз вышла замуж за бизнесмена Бильгехана Байкала.

## Фильмография
| Год       |    | Русское название             | Оригинальное название         | Роль                              |
| --------- | -- | ---------------------------- | ----------------------------- | --------------------------------- |
| 2004      | с  | Желание женщины              | Kadın İsterse                 | Алев                              |
| 2005      | с  | Между двумя любимыми         | İki Arada Aşk                 | Гизем                             |
| 2006—2009 | с  | Листопад                     | Yaprak Dökümü                 | Ферхунде                          |
| 2006      | с  | Вот и мой                    | Evet Benim / İşte Benim       | Фунда                             |
| 2006      | с  | Европейская часть            | Avrupa Yakası                 | приглашённый гость                |
| 2008      | мф | Кунг-фу панда                | Kung Fu Panda                 | Гадюка (озвучивание)              |
| 2008      | мф | Симпсоны в кино              | The Simpsons Movie            | Род и Тодд Фландерс (озвучивание) |
| 2008      | ф  | Железный человек             | Iron Man                      | Пеппер (озвучивание)              |
| 2009      | ф  | Как дела?                    | Kako Si?                      | Лидия                             |
| 2009      | ф  | Картина 40                   | 40                            | Севда                             |
| 2010      | ф  | Железный человек 2           | Iron Man 2                    | Пеппер (озвучивание)              |
| 2011      | ф  | А что потом?                 | Ya Sonra                      | Дидем                             |
| 2011—2012 | с  | Иффет                        | İffet                         | Иффет Кылыч Эмироглу Оздемир      |
| 2012—2013 | с  | Великолепный век             | Muhteşem Yüzyıl               | Шах-султан                        |
| 2014      | с  | Запрет                       | Yasak                         | Джалибе                           |
| 2015—2018 | с  | Мафия не может править миром | Eşkıya Dünyaya Hükümdar Olmaz | Мерьем Чакырбейли                 |
| 2019      | с  | Нажива                       | Vurgun                        | Рейхан                            |
| 2021      | с  | Невинность                   | Masumiyet                     | Бахар Юксель                      |
| 2022      | с  | По настоящему свободна       | Aslinda Özgürsün              | Берна                             |